# 懷瑟斯蘭丁 (肯塔基州)
懷瑟斯蘭丁（英語：Wises Landing）是位於美國肯塔基州川波縣的一個非建制地區。

## 地理
懷瑟斯蘭丁所處的海拔為高於海平面136米（即446英呎），而該地所採用的時區為UTC-6，即北美中部時區（CST）。同時該地設有夏令時間，為UTC-6調快一小時，即UTC-5（CDT）。